# Parque "Telhados de Água Manuel Baptista Amado" (Mendiga)
O Parque Manuel Batista Amado, também conhecido por Telhados d'Água, fica localizado na Mendiga e é um parque temático sobre a captação natural e armazenamento de água e um parque de merendas.

## História
Foi mandado construir por Manuel Batista Amado (regente da Mendiga), para a população ter a acesso à água e foi inaugurado em 1954. Mais tarde, foi mandado construir um parque de merendas.

## Descrição
É composto pelos Telhados de Água (parque temático sobre a captação natural e armazenamento de água) e por uma área de lazer (um parque de merendas, uma churrasqueia interior e  exterior, casa de banho, espaços verdes e um "parque de diversão") e oferece um miradouro com uma paisagem natural das Serras d'Aire e Candeeiros e vista das localidades à volta da Mendiga (Arrimal, Bemposta, Marinha da Mendiga, Marinha de Baixo, Cabeça Veada, Arrabal, Alqueidão do Arrimal, Portela de Vale de Espinhos, Lagar Novo e Casal de Vale de Ventos).

## Funcionamento
Esta engenhosa obra, faz uso do antigo sistema de cisterna, bastante comum nas casas antigas da região e adaptado a grande escala.
A água das chuvas é recolhida por um grande campo de rochedos, por onde a água escorre para uma área coberta por areia que cobre os depósitos de água, desde a área superficial de areia, até à entrada nos depósitos, existem várias camadas de areia de diferente granulação por onde a água é filtrada e mineralizada, a última camada é composta por carvão ativado. Destes depósitos a água corre até à Casa dos Filtros, localizada mais abaixo, que faz a última filtragem da água antes desta correr para os fontanários e bebedouros para animais da freguesia.